# پایین (ترانه کلی کلارکسون)
«پایین» (به انگلیسی: Low) تک‌آهنگی از کلی کلارکسون است که در ۳ اوت ۲۰۰۳ منتشر شد.